# Monte Luppia e P.ta San Vigilio
Monte Luppia e P.ta San Vigilio este o arie protejată (arie specială de conservare — SAC, sit de importanță comunitară — SCI) din Italia întinsă pe o suprafață de 1.037 ha, integral pe uscat.

## Localizare
Centrul sitului Monte Luppia e P.ta San Vigilio este situat la coordonatele 45°38′58″N 10°43′51″E / 45.6495°N 10.7308°E.

## Înființare
Situl Monte Luppia e P.ta San Vigilio a fost declarat sit de importanță comunitară în septembrie 1995 pentru a proteja 1 specie de plante și 9 specii de animale. Situl a fost protejat și ca arie specială de conservare în iulie 2018.

## Biodiversitate
Situată în ecoregiunea alpină, aria protejată conține 2 habitate naturale: Pajiști uscate seminaturale și facies de acoperire cu tufișuri pe substraturi calcaroase (Festuco-Brometalia) (* situri importante pentru orhidee), Păduri de Quercus ilex și Quercus rotundifolia.
La baza desemnării sitului se află mai multe specii protejate:
- plante (1): Himantoglossum adriaticum
- păsări (7): presură bărboasă (Emberiza cirlus), Hippolais polyglotta, sfrâncioc roșiatic (Lanius collurio), sfrâncioc cu cap roșu (Lanius senator), silvie de câmp (Sylvia communis), silvie mediteraneană (Sylvia melanocephala), silvie porumbacă (Sylvia nisoria)
- amfibieni (1): izvoraș-cu-burta-galbenă (Bombina variegata)
- pești (1): Salmo marmoratus

Pe lângă speciile protejate, pe teritoriul sitului au mai fost identificate 6 specii de plante.